# Zhuang du Nord
Pour les articles homonymes, voir Zhuang.
Le zhuang du Nord est une langue taï-kadaï, de la branche taï, parlée en Chine, dans le Nord de la province de Guangxi, dans le Guizhou, dans le Sud-Est du Hunan et dans le Nord-Est du Guangdong par une partie des Zhuang.

## Variétés
Le code ISO 639-3 « ccx » attribué par le SIL International au zhuang du Nord a été retiré en 2008. Cette langue a été séparée en dix variétés : 
- zgn : zhuang de Guibian
- zlj : zhuang de Liujiang
- zge : zhuang de Qiubei
- zgb : zhuang de Guibei
- zyj : zhuang de Youjiang
- zch : zhunag de Hongshuihe central
- zeh : zhuang de Hongshuihe oriental
- zlq : zhuang de Liuqian
- zyb : zhuang de Yongbei
- zln : zhuang de Lianshan

## Phonologie
Les tableaux présentent les phonèmes du zhuang du Nord.

### Voyelles
|         | Antérieure | Centrale | Postérieure |
| ------- | ---------- | -------- | ----------- |
| Fermée  | i [i]      |          | ɯ [ɯ] u [u] |
| Moyenne | e [e]      |          | o [o]       |
| Ouverte |            | a [a]    |             |

### Consonnes
|              |           | Bilabiales    | Alvéolaires | Alvéolaires | Alv.-p. | Dorsales | Dorsales              | Glottales |
| ------------ | --------- | ------------- | ----------- | ----------- | ------- | -------- | --------------------- | --------- |
| Centrales    | Latérales | Bilabiales    | Palatales   | Vélaires    | Alv.-p. |          |                       | Glottales |
| Occlusives   | Sourde    | p [p] pj [pʲ] | t [t]       |             |         |          | k [k] kj [kʲ] kv [kv] | ʔ [ʔ]     |
| Occlusives   | Sonore    | ʔb [ʔb]       | ʔd [ʔd]     |             |         |          |                       |           |
| Fricatives   | sourdes   | f [f]         | θ [θ]       |             | ɕ [ɕ]   |          |                       | h [h]     |
| Fricatives   | Sonore    | v [v]         |             |             |         | y [j]    | ɣ [ɣ]                 |           |
| Liquides     | Liquides  |               |             | l [l]       |         |          |                       |           |
| Nasales      | Nasales   | m [m] mj [mʲ] | n [n]       |             |         | ɲ [ɲ]    | ŋ [ŋ] ŋv [ŋv]         |           |
| Semi-voyelle |           |               |             |             |         |          |                       |           |

### Tons
Le zhuang du Nord est une langue tonale, avec 10 tons.

## Sources
- (en + zh) Suraratdecha, Sumittra et Jerold A. Edmondson, Somsonge Burusphat, Qin Xiaohang, Northern Zhuang-Chinese-Thai-English Dictionary, Sayala, Institute of Language and Culture for Rural Development, Mahidol University, 2006  (ISBN 978-974-11-0687-5)